# Lavinio
Lavinio - Lido di Enea, località turistico-residenziale sulla costa laziale, è una frazione del comune di Anzio.

## Storia
L'antica Lavinium non coincide con l'attuale Lavinio. Lavinium, il luogo dove la leggenda vuole che Enea giunse insieme al figlio Ascanio, si trova invece presso la foce del fosso di Pratica di Mare, frazione di Pomezia, circa 20 km più a nord lungo la costa.
Lavinio, al tempo aureo dell'Impero romano, era sede di opulente ville patrizie consone al carattere e alla ricchezza di Roma.
Nel periodo medioevale, il territorio fu soggetto alla invasione dei pirati saraceni.
Priva di strade di comunicazione, tutta questa zona rimase inaccessibile e sconosciuta, fin quando, in applicazione al piano regolatore stradale per la bonifica dell'Agro Romano, venne data esecuzione alla strada litoranea che avrebbe dovuto collegare Anzio ad Ostia.

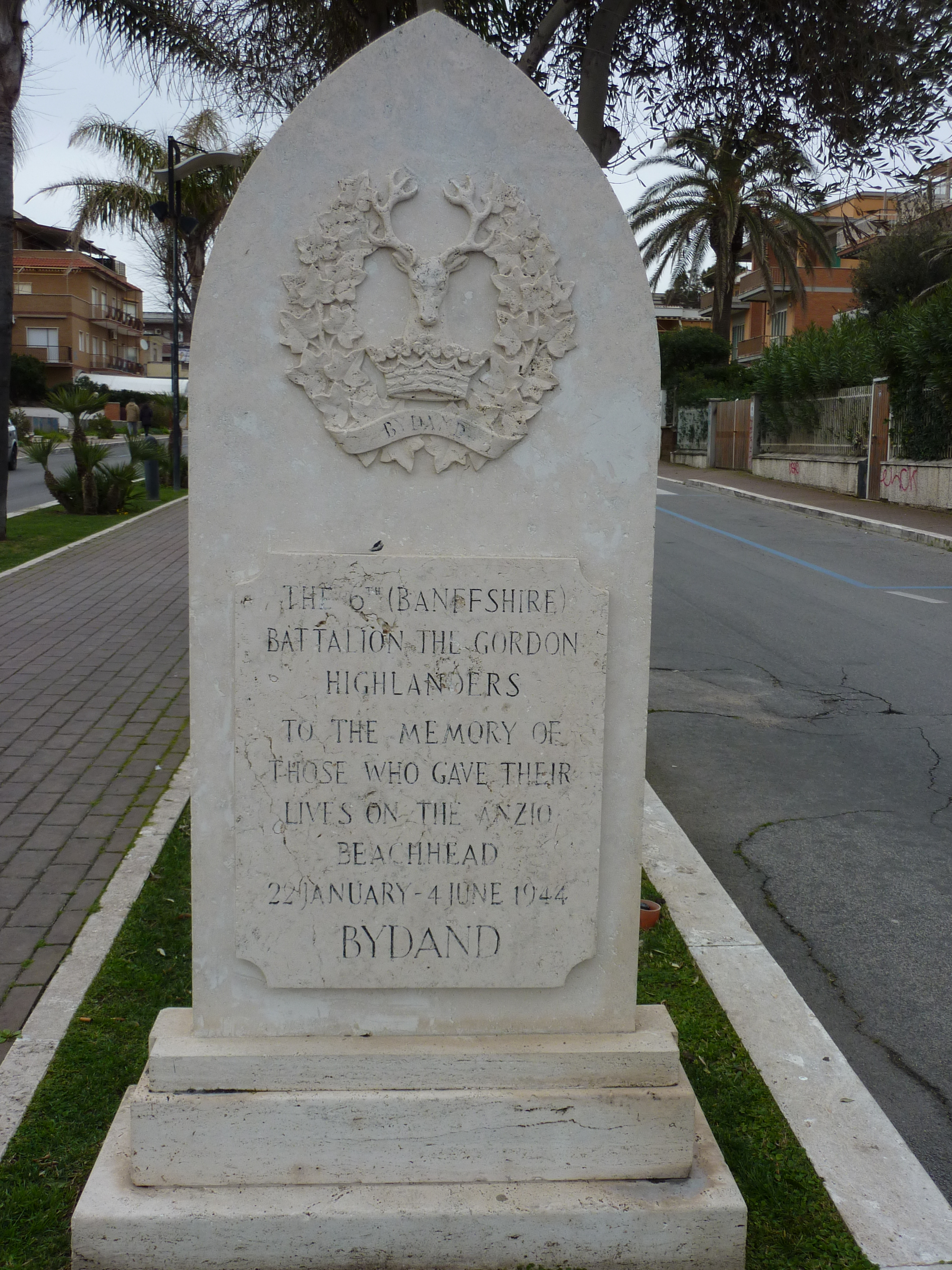
Il cippo commemorativo dello sbarco alleato del 1944.

Lo sbarco degli Alleati il 22 gennaio 1944, avvenne sia a Anzio sia nell'attuale località del Lido dei Gigli, facendo praticamente diventare il luogo "territorio di guerra" a tutti gli effetti.
I 1 056 caduti britannici sono sepolti nell'Anzio War Cemetery, da non confondere con il cimitero americano di Nettuno (che ospita le salme dei caduti statunitensi), mentre i caduti italiani della R.S.I. riposano a Nettuno, nel cosiddetto Campo della Memoria (sacrario militare caduti della R.S.I., via dei Frati).
Successivamente, in seguito alla fine della guerra, la località venne bonificata e iniziò la lottizzazione sui terreni di appartenenza della famiglia Borghese.
Inizialmente ci fu l'intenzione di costruire un centro agricolo viste le difficoltà nel rimuovere i resti di ordigni bellici ma poi, viste le bellezze paesaggistiche, sopravvenne l'idea di crearvi una zona balneare. La soluzione fu un compromesso e si decise di dividere la zona in due aree: la parte costiera fu edificata secondo gli schemi residenziali per la borghesia romana, pertanto con piccole lottizzazioni mentre la zona più interna divenne un centro agrario.
Per favorirne lo sviluppo, fu creata una stazione ferroviaria che collegasse la località alla capitale.
Tuttora è possibile distinguere due zone; quella al di sotto della piazza del Consorzio schematizzata in modo lineare e studiata come zona residenziale; l'altra zona, che sale fino alla stazione ed al centro commerciale antistante, è sorta in chiave rurale e quindi in modo più casuale ma pian piano s'è sempre più urbanizzata vista l'espansione della località.
Il progetto del centro e della piazza venne realizzato da Galileo Scavizzi.
Nel corso degli anni '70 e '80 si affermò definitivamente come località turistica.

## Monumenti e luoghi d'interesse

### Architetture religiose
Sono presenti 2 chiese: San Francesco d'Assisi situata presso Lido di Lavinio sulla piazza centrale e San Giuseppe.
Circa a metà strada fra la stazione ed il Lido, negli anni '80 è stato edificato un centro ecumenico, conosciuto anche come chiesa di Sant'Anna e Gioacchino, ideato per creare un punto di aggregazione fra le diverse religioni.
Questa struttura teoricamente doveva configurare il centro di un triangolo immaginario che congiungeva i cimiteri di guerra di Nettuno (americano), Pomezia (tedesco) ed Anzio (inglese). Codesta ubicazione fu scelta proprio nell'ottica di simboleggiare una visione pacifica fra varie culture e religioni.
È presente anche una piccola chiesa nei pressi della stazione.

### Riserva naturale regionale Tor Caldara

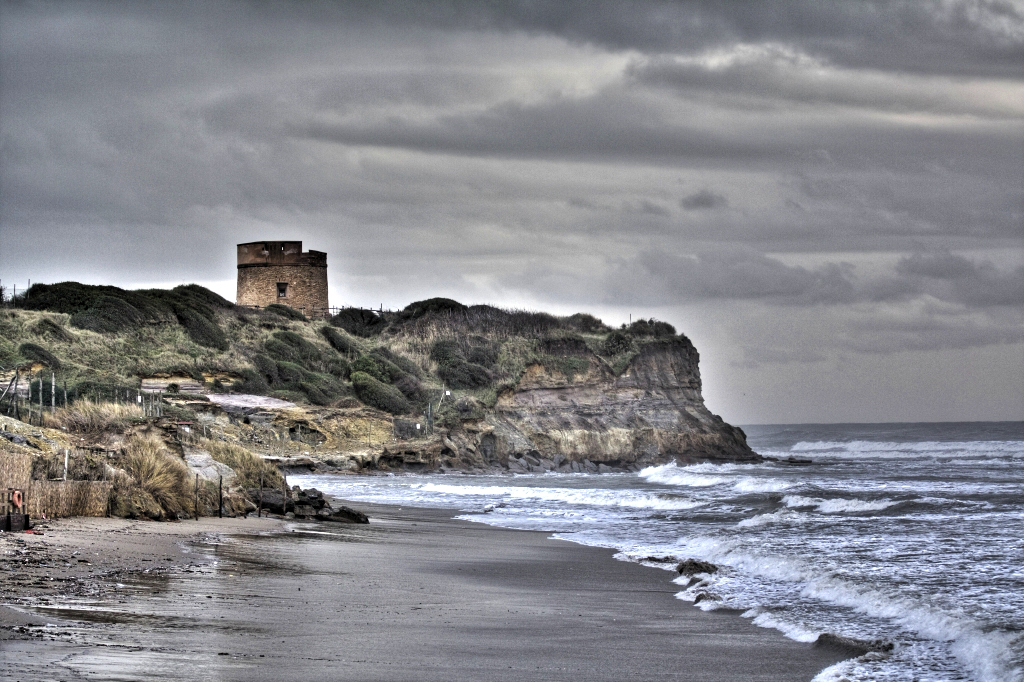
Riserva naturale regionale Tor Caldara

Istituita nel 1988, la riserva naturale regionale Tor Caldara è diretta dal WWF e, dal 25/3/2005, viene considerata sito di interesse comunitario. Rappresenta un esempio peculiare di macchia mediterranea, si estende su una superficie di 44 ettari circa e dà la possibilità di vedere, attraverso visite organizzate e non, un'ampia varietà di flora (prevalenza di lecci, querce sempreverdi con foglie verde scuro e coriacee, sugheri, alcuni esemplari di Quercus crenata, il cappellino comune e il rarissimo zigolo termale) e fauna (15 specie differenti di mammiferi, 9 specie di rettili, 5 specie di anfibi e almeno 50 specie di uccelli, sia stanziali che migratori).
Sono inoltre presenti sorgenti di acqua sulfurea calda che i Romani avevano convogliato in terme a scopo medicamentoso. Nella riserva sono visibili, dislocate in modo frastagliato, varie postazioni trincerate inglesi usate durante lo seconda guerra mondiale. Qui sono stati girati, grazie alle peculiarità dell'ambiente, gli esterni di numerosi film a partire dagli anni '50 (dai colossal mitologici, agli spaghetti western, fino a film d'autore di firme prestigiose), talora pellicole di grande notorietà o pregio, ma non sempre con il necessario rispetto dell'ambiente protetto.
Infatti nel 1983, in occasione di alcune riprese della pellicola Fantozzi subisce ancora, i rifiuti che vennero appositamente scaricati sulla spiaggia, lì permasero per più di vent'anni senza che nessuno si occupasse di eliminarli, rovinando così un'oasi naturale di proprietà del WWF; soltanto nel 2005, in occasione di un servizio di Striscia la Notizia, ad opera dell'inviato Jimmy Ghione, fu finalmente possibile ripulire e ripristinare l'ambiente.

### Tor Caldara
All'interno della riserva si trovano i resti di un insediamento paleolitico, di una villa romana, e soprattutto Tor Caldara, eretta da Marcantonio Colonna su autorizzazione di Papa Pio IV nel 1565 a ridosso della spiaggia, con il ruolo fondamentale di controllo costiero rispetto alle incursioni, al tempo soprattutto saracene, ma anche per difendere le caldare collocate nella solfatara per estrarre lo zolfo. Da un disegno settecentesco appare a tre piani, con la porta di ingresso sopraelevata accessibile tramite una rampa di scale. Di forma circolare, con un diametro di circa 10 metri e l'altezza di 9 metri, restò in efficienza finché durò l'attività estrattiva. La torre subì gravissimi danni nel 1813, nel corso di un bombardamento operato dalle navi inglesi che avevano violato il Blocco continentale napoleonico, durante il quale la vicina Anzio stessa venne semidistrutta. Nella metà degli anni novanta la torre è stata completamente restaurata ed ora è aperta al pubblico.

### Villa romana
Nel 1999 a poche decine di metri da Tor Caldara, proprio a strapiombo sul mare, sono stati rinvenuti i resti di una villa romana del II secolo d.C.
Rimangono ben visibili alcuni mosaici e marmi che adornavano la domus, sono altresì presenti alcune strutture che presumibilmente erano parte di un piccolo complesso termale. La villa fu usata come cava di marmi durante l'edificazione della Torre in epoca pontificia e fu saccheggiata recentemente.

### Le miniere di zolfo
Questa attività estrattiva, che si svolgeva con particolari tecniche artigianali, fu iniziata già in età romana, poi interrotta nel Medioevo e ripresa nel Cinquecento, finché venne abbandonata definitivamente intorno al XIX secolo.

## Infrastrutture e trasporti
Lavinio è collegata con Roma dalla via Nettunense, dalla via Ardeatina (SP 601), dalla strada statale 148 Pontina, dalla FR8 (ferrovia regionale del Lazio) e dalla linea ferroviaria Campoleone-Nettuno (partenze e destinazioni da e per Termini) e dalle autovie del Co.Tra.L. che raggiungono Nettuno con partenze dall'EUR (per Lavinio Mare) e dalla stazione Anagnina (Lavinio Scalo).

## Sport
- Nell'estate 2019, nasce il Falaschelavinio calcio, dalla fusione del GSD Falasche e dell'ASD Lavinio Campoverde. Nella stagione 2019-20, militerà in Eccellenza.